# 圣普雷
圣普雷（法語：Saint-Prex）是瑞士联邦西部法语区的沃州下设的一个镇。在行政上属于莫尔日区管辖。圣普雷的总面积为5.52平方公里。截至2010年底，总人口为5,139。

## 地理
圣普雷位于莱芒湖西北岸。